# Fajã de Além
A Fajã d’Além situa-se na costa Norte da ilha de São Jorge, entre a Fajã da Ponta Nova e a Fajânzinha, esta fajã localiza-se em Santo António, que  pertence a freguesia do Norte Grande, Concelho de Velas nos Açores.
Pode alcançar-se a fajã por dois acessos, o "atalho do lado do Norte" ( Norte Grande) e o "atalho do lado de Santo António" (Santo António) onde o seu inicio localiza junto a Ermida de Santo António, tendo uma duração em média de 3h.  
No dito "atalho" podemos encontrar várias ribeiras de água potável, que fizeram com que surgi-se um moinho de água que é chamado como o "Moinho do Senhor Móises". Em tempos houve dois, mas devido ao abandono deste já não se encontra ativo. 
Na fajã existem cerca de 20 casas, que se encontram habitadas somente durante o fim de semana.
Costuma haver essencialmente o cultivo de milho, batata doce, couves e os inhames nas ladeiras. O milho é moído no dito moinho e usado para cozer pão.
Nela existe um fio que se encontra no inicio do "atalho do lado do Norte" que é utilizado para transportar os bens, ainda se utiliza o macho ( um cruzamento entre um cavalo e um burro).
Esta é totalmente isolada e à antiga, pois não há nenhum acesso através de automóveis. 